# Lonchocarpus lineatus
Lonchocarpus lineatus är en ärtväxtart som beskrevs av Henri François Pittier. Lonchocarpus lineatus ingår i släktet Lonchocarpus och familjen ärtväxter. Inga underarter finns listade i Catalogue of Life.